# Cesário Verde
José Joaquim Cesário Verde (Madalena, Lisboa, 25 de Fevereiro de 1855 — Lisboa, Lumiar, 19 de Julho de 1886) foi um poeta português, sendo considerado um dos pioneiros, precursores da poesia que seria feita em Portugal no século XX.

## Vida e obra

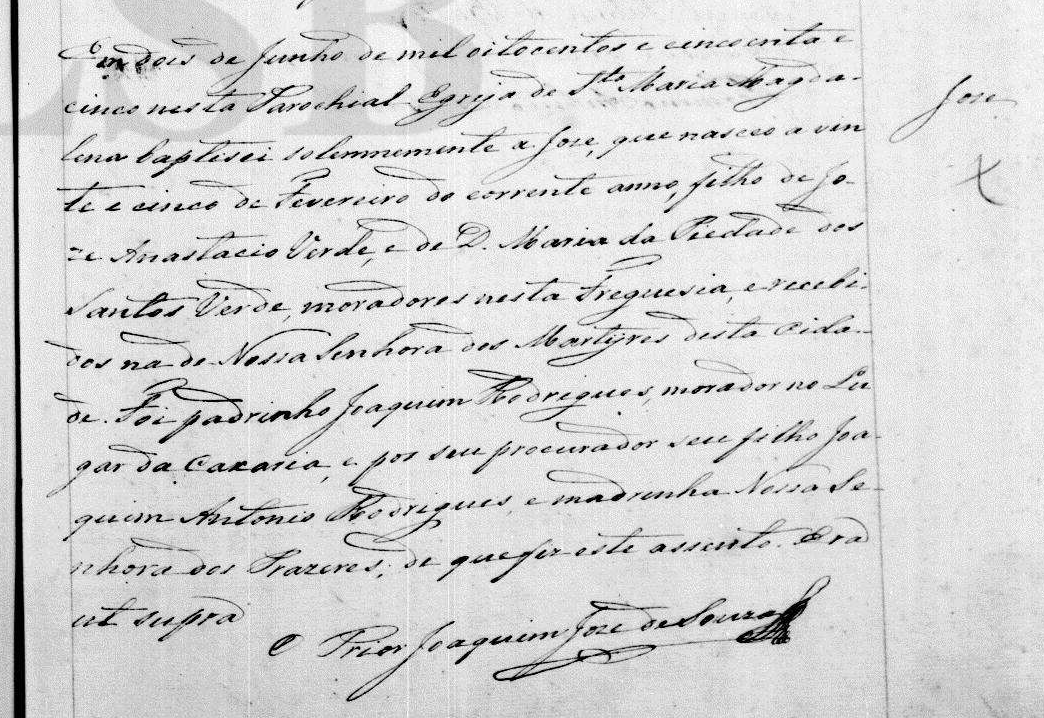
Assento de baptismo de José Joaquim Cesário Verde, datado de 2 de Junho de 1855. Paróquia de Madalena, Lisboa.

Filho do lavrador e abastado comerciante e ferrageiro José Anastácio Verde (1813-1888) e de sua mulher Maria da Piedade David dos Santos (1821-1890), aos 18 anos de idade Cesário matriculou-se no Curso Superior de Letras, mas apenas o frequentou alguns meses. Ali conheceu Silva Pinto, que ficou seu amigo para o resto da vida. Dividia-se entre a produção de poesias publicadas em jornais, destacando-se o semanário Branco e Negro (1896-1898) e as revistas O Occidente (1878-1915), Renascença (1878-1879) e no periódico O Azeitonense (1919-1922), e as actividades comerciais na Rua dos Fanqueiros herdadas do pai, descendente de comerciantes genoveses de nome Verdi. Era sobrinho-neto de João Baptista Verde e de D. Mariana Benedita Victória Verde, que foi casada com o pintor Domingos Sequeira.
Em 1877 começou a apresentar sintomas de tuberculose pulmonar, doença que já tinha levado a sua irmã Maria Júlia Verde (1853-1872) e posteriormente seu irmão Joaquim Tomás Verde (1858-1882). Estas mortes inspiraram contudo um de seus principais poemas, Nós (1884). Tinha mais um irmão, Jorge dos Santos Verde (1861-1941), que casou com uma das filhas de Manuel Pinheiro Chagas, e uma irmã, Adelaide Eufémia Verde (1856-1859), falecida de anginas.
Tenta curar-se da tuberculose mas, sem sucesso, vem a falecer no dia 19 de Julho de 1886, no lugar do Paço do Lumiar, aos 31 anos, sendo sepultado em jazigo no Cemitério dos Prazeres. No ano seguinte Silva Pinto organiza O Livro de Cesário Verde, compilação das suas poesias publicada em 1901. O seu pai faleceria dois anos depois, em 30 de Setembro de 1888, aos 75 anos, em Linda-a-Pastora, e a mãe em 26 de Janeiro de 1890, aos 68 anos, na Lapa.
No seu estilo delicado, Cesário empregou técnicas impressionistas, com extrema sensibilidade ao retratar a cidade e o campo, que são os seus cenários predilectos. Evitou o lirismo tradicional, expressando-se de uma forma mais natural.
Em 1933 a Câmara Municipal de Lisboa homenageou o poeta dando o seu nome a uma rua na Penha de França.

## O binómio cidade/campo
A supremacia exercida pela cidade sobre o campo leva o poeta a tratar estes dois espaços em termos dicotómicos. O contacto com o campo na sua infância determina a visão que dele nos dá e a sua preferência. Ao contrário de outros poetas anteriores, o campo não tem um aspecto idílico, paradisíaco, bucólico, susceptível de devaneio poético, mas sim um espaço real, concreto, autêntico, que lhe confere liberdade. O campo é um espaço de vitalidade, alegria, beleza, vida saudável… Na cidade, o ambiente físico, cheio de contrastes, apresenta ruas macadamizadas/esburacadas, casas apalaçadas (habitadas pelos burgueses e pelos ociosos) / quintalórios velhos, edifícios cinzentos e sujos… O ambiente humano é caracterizado pelos calceteiros, cuja coluna nunca se endireita, pelos padeiros cobertos de farinha, pelas vendedeiras enfezadas, pelas engomadeiras tísicas, pelas burguesinhas… É neste sentido que podemos reconhecer a capacidade de Cesário Verde em trazer para a poesia o real quotidiano do homem citadino.
Ao ler-se o poema "De Tarde", pertencente a "Em Petiz", é visível o tom irónico em relação aos citadinos, mas onde o tom eufórico também sobressai, ao percorrer os lugares campestres ao lado da sua "companheira". A preferência do poeta pelo campo está expressa nos poemas "De Verão" e "Nós" (o mais longo), onde desaparecem a aspereza e a doença ligadas à vida citadina e surge o elogio ao ambiente campesino. A arte de Cesário Verde é, pois, reveladora de uma preocupação social e intervém criticamente. O campo oferece ao poeta uma lição de vida multifacetada (por exemplo, os camponeses são retratados no seu trabalho diário) que ele transmite com objectividade e realismo. Trata-se, pois, de uma visão concreta do campo e não da abstracção da Natureza.
A força inspiradora de Cesário é a terra-mãe, sendo nela que Cesário encontra os seus temas. É por isto que, habitualmente, se associa o poeta ao mito de Anteu.

## A mulher em Cesário Verde
Deambulando pelos dois espaços, depara com dois tipos de mulher, que estão articulados com os locais. A cidade maldita surge associada à mulher fatal, frívola, calculista, madura, destrutiva, dominadora, sem sentimentos. Em contraste com esta mulher predadora, surge um tipo feminino, por exemplo em "A Débil", que é o oposto complementar das esplêndidas aristocráticas, presentes em poemas como "Deslumbramentos" e "Vaidosa". Essa mulher é frágil, terna, ingénua e despretensiosa.
A mulher (desfavorecida) do campo é-nos mostrada numa perspetiva diferente. A vendedora em "Num Bairro Moderno", ou a engomadeira em "Contrariedades" mostram as características da mulher do povo no campo. Sempre feias, pobres e por vezes doentes, ou em esforço físico, as mulheres trabalhadoras são objecto da admiração de Cesário.
"Depois de referir o cenário geral da acção em "Num Bairro Moderno", os olhos do sujeito poético retêm, como uma objectiva, um elemento novo - a vendedeira. A sua caracterização é de uma duplicidade contrastante: ela é pobre, anémica, feia, veste mal e tem de trabalhar para sobreviver, mas aparece envolvida numa força quase épica, de "peito erguido" e "pulsos nas ilhargas", encarnando, pela sua castidade, a força genuína do povo trabalhador, que Cesário tão bem defende."

## A poética de Cesário e as escolas literárias
Podemos afirmar a sua aproximação a várias estéticas, embora seja visível a proximidade com Charles Baudelaire, por retratar realidades quotidianas, o que o aproxima dos poetas portugueses do século XX e o fez incompreendido em seu tempo.
Embora Cesário Verde não pudesse ser enquadrado em nenhuma das escolas poéticas dos países de língua portuguesa da época podemos dizer que ele não poderia não estar relacionado às estéticas do seu tempo de alguma forma. Se se tiver em conta o interesse pela captação do real, por exemplo, ao considerarmos o tipo de cena a serem retratadas pelas quais o poeta optou, seus quadros e figuras citadinos, concretos, plásticos e coloridos, é fácil detectar aqui a afinidade ao Realismo. A ligação aos ideais do Naturalismo verifica-se na medida em que o meio surge determinante dos comportamentos. Se considerarmos o facto de o poeta figurar plasticamente uma cena, poderia aproximá-lo, inclusive, do Parnasianismo. Porém, sua obra ainda tem um certo sentimentalismo que remete ao Romantismo e as imagens retratadas, muitas vezes de personagens doentes ou pobres, jamais poderiam ser retratadas por um parnasiano.
Aproxima-se dos impressionistas que captam a realidade mas que a retratam já filtrada pelas percepções, o que, definitivamente, o inscreve no quadro dos poetas fundadores da modernidade. Ecos de sua obra podem ser vistos nos poemas de Fernando Pessoa, parecendo Cesário Verde o predecessor do heterónimo Álvaro de Campos de Opiário e sendo citado várias vezes por Alberto Caeiro e Bernardo Soares.

## Importância da representação do quotidiano na poesia de Cesário Verde

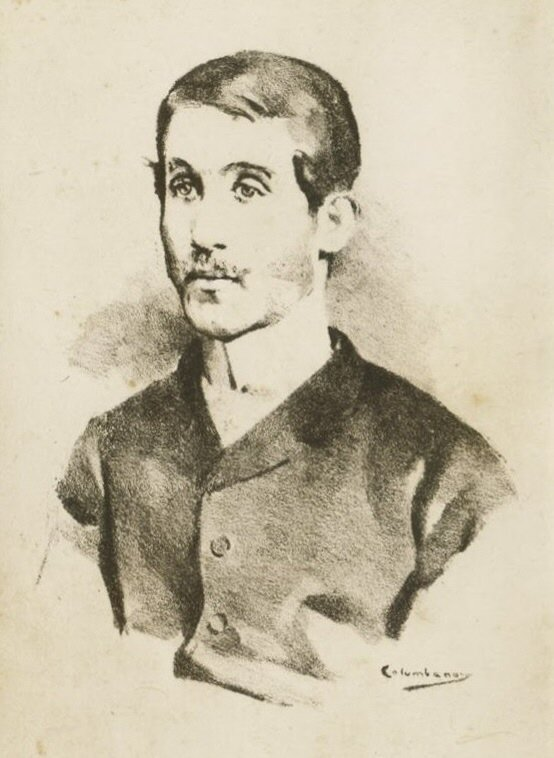
Cesário Verde por Columbano, reproduzido em O Livro de Cesário Verde.

A observação das situações do quotidiano é o ponto de partida preferencial para os poemas de Cesário Verde. É o mundo real, rotineiro, que é retratado e analisado, servindo de suporte às ideias e sentimentos do poeta.
Os sujeitos poéticos criados por Cesário Verde são atentos ao que se passa. Aquilo que para outro transeunte seria uma banalidade é, na perspectiva do poeta, parte de um quadro do real. Veja-se que  antes de se focar numa situação particular, que prenda a atenção, o poeta dá-nos uma visão geral do ambiente: "Dez horas da manhã, os transparentes/Matizam uma casa apalaçada(…)E fere a vista, com brancuras quentes, a larga rua macadamizada" (em "Num bairro moderno"). Mas, apesar de existirem situações particulares, estas poderiam ser integradas no movimento quotidiano de uma rua de uma cidade onde  "(…) rota, pequenina azafamada,/Notei de costas uma rapariga"  (em "Num bairro moderno"), mas que para o sujeito poético tomam uma nova dimensão. Um processo análogo pode verificar-se em "Cristalizações", onde as primeiras estrofes constituem uma visão panorâmica, para se focar mais à frente nos "calceteiros" ou na "actrizita". É essencialmente destacado o quotidiano urbano, onde o sujeito poético deambula, sendo o poema "O sentimento de um ocidental" aquele em que é mais clara a descrição do dia-a-dia como ponto de partida para a revolta contra a vivência desumana da cidade. Aliás, Cesário Verde está longe de se deixar na passividade da observação casual, e repara naquilo, que tendo-se tornado parte de cada dia, é um factor de animalização e doença. Outras vezes, partindo da realidade, transfigura-a, num impulso salutar, em que tudo parece tomar formas orgânicas e vivas em oposição ao emparedamento das ruas da cidade: "Se eu transformasse os simples vegetais, num ser humano que se mova e exista/Cheio de belas proporções carnais?!".

## Linguagem e estilo
Eis algumas das características estilísticas e linguísticas: vocabulário objectivo; imagens extremamente visuais de modo a dar uma dimensão realista do mundo (daí poeta-pintor-calceteiro b ); pormenor descritivo; mistura o físico e o moral; combina sensações; usa sinestesias, metáforas, comparações, hipálage; emprega dois ou mais adjectivos a qualificar o mesmo substantivo; quadras, em versos decassilábicos ou versos alexandrinos; utilização do "enjambement".